# Mein Freund, der Baum
Mein Freund, der Baum ist ein von der deutschen Schlagersängerin Alexandra komponiertes, getextetes und gesungenes Lied aus dem Jahr 1968. Sie nahm das Lied gemeinsam mit dem Chor und Orchester Boris Jojić für ihr zweites Musikalbum Alexandra auf. Das Lied wurde zudem nach Alexandras Tod als B-Seite der Single Weißt Du noch? veröffentlicht, die sich allerdings nicht in den Charts platzieren konnte. Obwohl es erst 1984 eine eigene Single zu dem Lied gab, wurde es zu einem der bekanntesten Stücke der Sängerin und wurde als „Hymne des neuen Öko-Zeitalters“ bezeichnet.

## Hintergrund und Veröffentlichung
Alexandra war mit der Qualität einiger der von ihr gesungenen Schlager unzufrieden. Insbesondere das schnulzige Sehnsucht (Musik: Rudi Bauer, Text: Fred Weyrich), ihren zu Lebzeiten größten Erfolg, hatte sie nur widerwillig eingesungen. Von Beginn ihrer Karriere an hatte sie auch selbst komponiert und getextet, die Plattenfirma hielt jedoch wenig davon. In den 1960ern war es noch ganz unüblich, dass Sängerinnen auch selbst texteten und komponierten. Hans R. Beierlein setzte sich dafür ein, dass auch Alexandras selbst geschriebene Lieder veröffentlicht werden konnten.
Für die zweite LP wurde Alexandra zugestanden, dass 6 der 12 Stücke von ihr (mit-)geschrieben sein durften, 4 davon waren von ihr alleine komponiert und getextet, nämlich Mein Freund, der Baum, Der Traum vom Fliegen, Tanz, alter Tanzbär und Mein Kind, schlaf ein!. Auf Alexandras Wunsch hin fand ein zehn Tage dauerndes Arbeitstreffen mit dem Orchesterleiter und Arrangeur Boris Jojić in dessen Haus in Planegg statt, bei dem Alexandra mit ihm gemeinsam die Arrangements der Stücke detailliert ausarbeitete. Jojić hatte ein solches Treffen zunächst ablehnen wollen. Nachdem es auf Vermittlung von Fred Weyrich, der die LP produzieren sollte, doch zustande kam, verstand sich Jojić ausgezeichnet mit Alexandra und sie skizzierten gemeinsam „jede Phrase, jeden Break, jeden Geigen-Akzent, jedes Harfen-Glissando“.
Das Lied wurde – soweit nachvollziehbar im August 1968 – von Alexandra zusammen mit dem Chor und Orchester Boris Jojić eingespielt. Es erschien im Dezember 1968 auf ihrem zweiten und letzten Album Alexandra. Die Verkaufszahlen des Albums waren mit knapp 12.000 Stück unter den Erwartungen und die Plattenfirma Phonogram entschied sich dagegen, Singles auszukoppeln und Promotion zu betreiben. Die höchste Position, die das Album in den Deutschen Albumcharts erreichte, war Platz 19.
Mein Freund der Baum gehörte zu den Liedern, die Truck Branss für seinen halbstündigen Fernsehfilm Alexandra – Portrait in Musik auswählte. Für dieses entstanden im November und Dezember 1968 Musikvideos, in die Ausschnitte aus einem Interview mit Alexandra eingeflochten wurden. Die Ausstrahlung erfolgte am 14. Mai 1969 in der ARD. Die Plattenfirma veröffentlichte in diesem Kontext eine Best-of-LP Sehnsucht – ein Portrait in Musik, auf der auch Mein Freund, der Baum enthalten war. Offenbar hatte sich mittlerweile zumindest teilweise die Erkenntnis durchgesetzt, dass die schlechten Verkaufszahlen des zweiten Albums „vor allem auf die mangelnde Werbung zurückführbar“ waren.
Alexandra starb am 31. Juli 1969 nach einem Autounfall. Erst danach veröffentlichte die Plattenfirma doch noch zwei Singles, wobei jeweils Alexandras Eigenkompositionen auf der B-Seite waren: Am 6. Oktober 1969 erschien die Single Weißt du noch?, eine Coverversion des von Iván Vándor ursprünglich als instrumentale Filmmusik komponierten Stückes Oltre la notte, von dem Iva Zanicchi 1967 eine mit italienischem Text gesungene Version aufgenommen hatte. Auf der B-Seite befand sich Mein Freund, der Baum. Am 30. Dezember 1969 folgte die Single Grau zieht der Nebel mit der B-Seite Traum vom Fliegen.
Erst 1984 erschien Mein Freund, der Baum als Single bei Mercury Records; auf der B-Seite befand sich der ebenfalls von ihr geschriebene Titel Der Traum vom Fliegen.

## Text und Musik
Das Lied ist ein Schlager im Stil eines Chansons mit orchestraler Begleitung; es ist im 6⁄8-Takt geschrieben, Haupttonart ist a-Moll. Die Strophen werden von Streichern und einzelnen Tönen eines Glockenspiels begleitet, zu denen Alexandra mit künstlichem Nachhall singt. Die Begleitung pausiert jeweils am Beginn der Strophen kurz und setzt erst mit dem vierten gesungenen Ton wieder ein. Im Refrain kommen ein Schlagzeug und der lautmalerisch begleitende Frauenchor hinzu, was die Dramatik des Refrains anhebt.
Der Text ist in der Ich-Darstellung gehalten und behandelt den Abschied von einem Baum, der für ein Bauprojekt gefällt wurde. Er ist in drei Strophen unterteilt, die jeweils mit dem Refrain enden:

„Mein Freund der Baum ist tot

Er fiel im frühen Morgenrot“

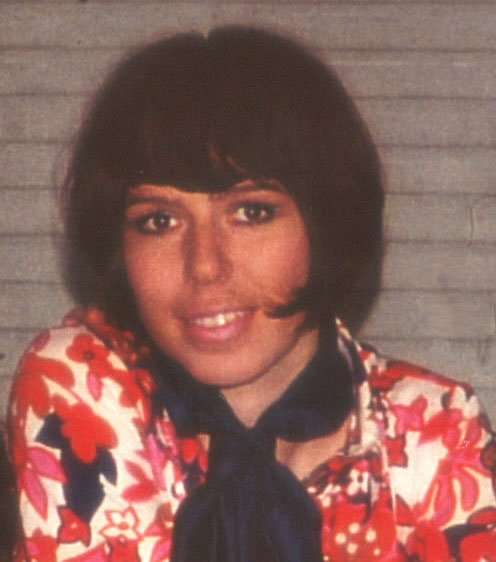
Alexandra, 1969

Die Protagonistin beschreibt in der ersten Strophe ihre Erinnerung an den Baum, ein „alter Freund aus Kindertagen“. Sie besuchte ihn bereits als kleines Mädchen mit ihren „Kindersorgen“ und fühlte sich bei ihm geborgen, wenn sie in seine Arme weinen konnte. In der zweiten Strophe beschreibt sie die aktuelle Situation: Der Baum wurde am Morgen gefällt und liegt nun am Weg mit dem letzten „Rest von Leben“ in seinen „grünen Zweigen, die sterbend sich zur Erde neigen“. Die Zukunft wird in der dritten Strophe beschrieben: „Bald wächst ein Haus aus Glas und Stein, dort wo man ihn hat abgeschlagen“, und dort, wo er jetzt liegt, „werden graue Mauern ragen“. Sie verbindet diese Zukunft mit einer Hoffnung, dass es ein „Wunder geben“ könnte:

„Vielleicht blüht vor dem Haus ein Garten

Und der erwacht zu neuem Leben“

## Rezeption

### Postum größter Erfolg
Der Alexandra-Biograph Marc Boettcher resümiert, Mein Freund, der Baum habe erst nach Alexandras Tod wirklich Beachtung gefunden und sei dann „zu ihrem wohl bedeutendsten Erfolg“ geworden.

### „Hymne des neuen Öko-Zeitalters“
Mein Freund, der Baum wurde zu einem der bekanntesten Lieder der Sängerin. Im Spiegel wurde er als „womöglich der erste Öko-Song der Popgeschichte“ und im Hamburger Abendblatt wurde Alexandra aufgrund des Titels als „junge[r] Star, der schon das Öko-Zeitalter besang, ehe es begonnen hatte“ betitelt. Nach Josef Nyáry wurde sie von ihrem Manager Hans R. Beierlein „in die Hitparaden [gepusht], [da] seit ‚Doktor Schiwago‘ (1966) […] russische Seele angesagt“ war. Nach Liedern wie Kleine Anuschka, O Duscha Duscha oder Schwarze Balalaika hatte sie allerdings „den Slawen-Schmalz bald satt. […] Mein Freund, der Baum wird 1968 zur Hymne des neuen Öko-Zeitalters […] Ihr Manager sagt 40 Jahre nach ihrem Tod: ‚Sie war mit ihren Texten und Themen ihrer Zeit voraus.‘“

### Coverversionen
Das Lied wurde vor allem seit den 1990er Jahren von verschiedenen Sängern und Bands gecovert. Die deutsche Sängerin und Schauspielerin Dunja Rajter veröffentlichte es 1991 auf ihrem Album An den Ufern der Nacht und 1998 erschien eine Version der Dark-Wave-Band Forthcoming Fire auf ihrem Album Verurteilt, gerichtet und lebendig verbrannt.
Hans Hartz sang das Lied 2002 auf seinem Album Echt Hartzig und im gleichen Jahr erschien eine Elektro-Version von Manuela Krause + Pole. Auch Joachim Witt sang das Lied und veröffentlichte es 2004 auf seinem Album Pop; im gleichen Jahr erschien zudem eine weitere Version von Das Präparat auf der Maxi-Single zu Tanz’ mit deinem Gefühl! Kapelle Petra interpretierten Mein Freund der Baum auf ihrem Album Stadtranderholung 2008 und Evelyn Fischer sang es auf dem Erinnerungsalbum Stars singen Alexandra im Jahr 2009.
Von Jasmin Wagner gibt es eine Version des Liedes auf ihrem Album Singt Alexandra von 2012. Sie spielte die Hauptrolle in dem Theaterstück Alexandra, das am 15. Oktober 2011 seine Premiere hatte. Die Punkrock-Band Heiter bis wolkig veröffentlichte eine Version im Jahr 2021 auf dem Album Widerstandslieder.

### Sonstiges
In der per Hörerabstimmung ermittelten SWR1 Hitparade für Baden-Württemberg war das Lied in den Jahren 2020 bis 2024 auf den Plätzen 132, 149, 174, 199 und 166 notiert.

## Belege
1. ↑  So angegeben auf der Single. Bei Boettcher, Alexandra, S. 217 ist als Komponist ein David Fedow angegeben und Rudi Bauer als Bearbeiter.
2. ↑  Boettcher, Alexandra, S. 91–96.
3. ↑  Boettcher, Alexandra, S. 110.
4. ↑  Boettcher, Alexandra, S. 105.
5. ↑  Boettcher, Alexandra, S. 107.
6. ↑  Boettcher, Alexandra, S. 105
7. ↑  
Alexandra – Alexandra bei Discogs; abgerufen am 20. Mai 2023.
8. ↑  Philips 844 338 PY hitparade.ch
9. ↑  Boettcher, Alexandra, S. 109–110.
10. ↑  chartsurfer.de
11. ↑  Boettcher, Alexandra, S. 128–133, Zitat von S. 133; Sehnsucht – ein Portrait in Musik auf discogs
12. ↑  Philips 388 402 PF offiziellecharts.de, germancharts.de, hitparade.ch
13. ↑  Soweit ersichtlich wurde hier bei einem Teil der Auflage darauf verzichtet, die Seiten als A- und B-Seite kenntlich zu machen. Daher wird teils Der Traum vom Fliegen als A-Seite angesehen.
14. ↑  
Alexandra – Mein Freund der Baum bei Discogs; abgerufen am 20. Mai 2023.
15. 1 2  Alexandra – Mein Freund, der Baum auf songtexte.com, abgerufen am 20. Mai 2023.
16. ↑  Boettcher, Alexandra, S. 107.
17. ↑  
Thomas Winkler: Alexandras mysteriöse Biografie: Tote Katze vor der Tür In: spiegel online, 30. Juli 2009; abgerufen am 21. Mai 2023.
18. 1 2  
Josef Nyáry: Sängerin Alexandra war die Stimme der Sehnsucht In: Hamburger Abendblatt, 2. August 2014; abgerufen am 21. Mai 2023.
19. ↑  Alexandra – Mein Freund, der Baum auf cover.info, abgerufen am 20. Mai 2023.
20. ↑  
Dunja Rajter – An den Ufern der Nacht bei Discogs; abgerufen am 20. Mai 2023.
21. ↑  
Forthcoming Fire – Verurteilt, gerichtet und lebendig verbrannt bei Discogs; abgerufen am 20. Mai 2023.
22. ↑  
Hans Hartz – Echt Hartzig bei Discogs; abgerufen am 20. Mai 2023.
23. ↑  
Manuela Krause + Pole – Mein Freund, der Baum bei Discogs; abgerufen am 20. Mai 2023.
24. ↑  
Joachim Witt – Pop bei Discogs; abgerufen am 20. Mai 2023.
25. ↑  
Das Präparat – Tanz' mit deinem Gefühl! bei Discogs; abgerufen am 20. Mai 2023.
26. ↑  
Kapelle Petra – Stadtranderholung bei Discogs; abgerufen am 20. Mai 2023.
27. ↑  
Verschiedene Interpreten – Stars singen Alexandra bei Discogs; abgerufen am 20. Mai 2023.
28. ↑  
Jasmin Wagner – Singt Alexandra bei Discogs; abgerufen am 20. Mai 2023.
29. ↑  
Heiter bis wolkig – Widerstandslieder bei Discogs; abgerufen am 20. Mai 2023.